# Katteyes
Fernanda Valentina Villalobos Cortés (Santiago de Chile, 27 de abril de 2004), conocida popularmente en las redes sociales como Katteyes o anteriormente Iamferv, es una youtuber, celebridad de Internet y cantautora chilena.
Para junio de 2025, cuenta con más de 45 millones de seguidores en TikTok, alrededor de 13 millones en Instagram y 1.27 millones en YouTube. Actualmente Fernanda reside en la ciudad de Los Ángeles, ubicada en el estado de California, Estados Unidos. Su trabajo musical se centra principalmente en géneros como el urban, trap latino y reguetón.

## Vida personal
Fernanda nació en Santiago de Chile el 27 de abril de 2004 y creció en la comuna de Conchalí, en el sector norte de la capital chilena.
El 13 de marzo del 2025, Fernanda fue internada de urgencias tras una complicación en su salud, horas después anunció que tendría que someterse a una operación. Debido a esto tuvo que retirarse varios implantes que con anterioridad se habría realizado.

## Trayectoria
Fernanda empezó su carrera en las redes sociales en 2017, a los 13 años de edad. En 2018 lanzó su primera canción «Perdemos el control», con un vídeo oficial en su primer canal de YouTube de nombre de iamferv V. En abril del 2019, Fernanda fue parte de un panel en el programa Cadena Nacional junto con Ignacia Antonia y Max Valenzuela. A mediados del mismo año, Fernanda lanzó su segundo sencillo, «Solo a mí». En julio de ese año, Fernanda hizo también su debut en teatro con la obra Primera cita, un musical en conjunto al también youtuber e instagramer Martín Rompeltien.
En el año 2021, Fernanda saco su propia marca de ropa nombrada «I'm Not Crazy». Posteriormente ese mismo año, Fernanda ganaría su primer premio, el cual sería un MTV Millennial Awards, exactamente por la categoría de «Coreo Crack». En septiembre del año 2022, el mercado minorista digital Shein colaboro con Fernanda con el fin de promocionar un nuevo conjunto de ropa. En diciembre de ese mismo año, Fernanda decidió colaborar en un videoclip musical del artista urbano Pailita. En el año 2024, durante la temporada navideña, Fernanda participó en un comercial de la tienda retail chilena Falabella en conjunto a cantantes como Princesa Alba, Polimá Westcoast, Chayanne, entre otros.
En febrero de 2025, Fernanda volvería a colaborar con Kidd Voodoo en esta ocasión para lanzar un nuevo sencillo musical titulado «Ponte lokita», el cual, tras su estreno este conseguiría rápidamente el posicionamiento en listas en varios países de Hispanoamérica por medio de servicios como YouTube Music o Spotify. Debido a esto, Fernanda fue invitada a la gala del LXIV Festival Internacional de la Canción de Viña del Mar para posteriormente presentarse junto a Kidd Voddo cantando la canción anteriormente mencionada y «Tas texteandome». Ese mismo año, en abril, realizaría una colaboración con la cantante argentina La Joaqui para estrenar la canción de reguetón «GR».
El 30 de mayo, aparecería como modelo de la campaña «EQUAL» de Spotify, que fue promocionada en el Times Square. El 31 del mismo mes, Fernanda formo parte del «All Music Fest 3», realizado en Lima, la capital del Perú, como invitada especial, presentándose en el Centro Cultural Deportivo de Chorrillos.  El 19 de junio, estreno el sencillo «Báilame así» en conjunto a Jere Klein y Lucky Brown, alcanzando el posicionamiento rápido en listas de algunos países por medio de plataformas como Apple Music.

## Discografía

### Sencillos
Adaptado de Apple Music y Deezer.
- «Perdemos el control» (2018)
- «Sólo a mí» (2019)
- «10:10» (2022)
- «Jukiada» (2023)
- «Ojos de un bandido» (2023)
- «Omar algo anda mal» (2023)
- «Febrero» (2023)
- «06:06» (2023)
- «No me dejes en visto» (2023)
- «Roll Royce» (2023)
- «Tas texteándome» con Kidd Voodoo (2023)
- «Convéncete Remix» con Princesa Alba y Ingratax (2025)
- «Ponte lokita» con Kidd Voodoo (2025)
- «GR» con La Joaqui (2025)
- «Como tú» con Jairo Vela (2025)
- «TÚ + YO» con Gino Mella (2025)
- «La favorita» con KUINA y Ovyze (2025)
- «KYOTO» (2025)
- «Somos diferentes Remix» con Nickoog CLK, Jere Klein y Juanka (2025)
- «Báilame así» con Jere Klein y Lucky Brown (2025)
- «ay bb como no viste?» (2025)
- «Tengo Ganas» Con Luck Ra y Kidd Voodoo (2025)

## Premios y nominaciones
| Año  | Ceremonia                  | Categoría          | Nominación a                   | Resultado | Ref.   |
| ---- | -------------------------- | ------------------ | ------------------------------ | --------- | ------ |
| 2021 | MTV Millennial Awards      | Coreo Crack        | Ella misma (como influencer)   | Ganadora  | [ 44 ] |
| 2022 | MTV Millennial Awards      | Crazy Colabs       | Katteyes junto a James Charles | Ganadora  | [ 45 ] |
| 2022 | MTV Millennial Awards      | Icono Miaw         | Ella misma (como influencer)   | Nominada  | [ 45 ] |
| 2022 | Kids' Choice Awards México | Challenger del año | Ella misma (como influencer)   | Ganadora  | [ 46 ] |
| 2022 | Kids' Choice Awards México | Challenger del año | Ella misma (como influencer)   | Ganadora  | [ 46 ] |
| 2023 | MTV Millennial Awards      | Coreo Crack        | Ella misma (como influencer)   | Ganadora  | [ 47 ] |
| 2025 | Copihue de Oro             | Mejor tiktoker     | Ella misma (como influencer)   | Nominada  | [ 48 ] |
| 2025 | Premios Tu Música Urbano   | Emergente femenino | Ella misma (como cantante)     | Nominada  | [ 49 ] |